# Habrotrocha amphichlaena
Habrotrocha amphichlaena är en hjuldjursart som beskrevs av De Koning 1947. Habrotrocha amphichlaena ingår i släktet Habrotrocha och familjen Habrotrochidae. Inga underarter finns listade i Catalogue of Life.